# Serhiy Nykyforov
Serhiy Nykyforov (en ukrainien, Сергій Юрійович Никифоров, né le 6 février 1994 à Brovary) est un athlète ukrainien, spécialiste du saut en longueur.

## Carrière
Le 17 juin 2016, il porte son record à 8,11 m à Loutsk avec un vent favorable de 1,8 m/s.
Le 3 mars 2017, en qualifications des Championnats d'Europe en salle de Belgrade, il saute 8,18 m, nouvelle meilleure performance mondiale de l'année. Le lendemain, il décroche la médaille de bronze avec 8,07 m, battu de un centimètre par l'Albanais Izmir Smajlaj et le Suédois Michel Tornéus.
Le 8 août 2018, aux championnats d'Europe de Berlin, Nykyforov remporte la médaille de bronze avec 8,13 m, derrière le Grec Miltiádis Tedóglou (8,25 m) et l'Allemand Fabian Heinle (8,13 m également).

## Palmarès
| Date | Compétition                    | Lieu     | Résultat | Marque |
| ---- | ------------------------------ | -------- | -------- | ------ |
| 2017 | Championnats d'Europe en salle | Belgrade | 3e       | 8,07 m |
| 2017 | DécaNation                     | Angers   | 3e       | 7,60 m |
| 2018 | Championnats d'Europe          | Berlin   | 3e       | 8,13 m |
| 2018 | Coupe continentale             | Ostrava  | 7e       | 7,71 m |
| 2019 | Championnats d'Europe en salle | Glasgow  | 5e       | 7,89 m |

## Records
| Épreuve          | Épreuve   | Marque | Lieu     | Date            |
| ---------------- | --------- | ------ | -------- | --------------- |
| Saut en longueur | Plein air | 8,23 m | Loutsk   | 19 juillet 2018 |
| Saut en longueur | En salle  | 8,18 m | Belgrade | 3 mars 2017     |